# Stockholms stadsvapen
Stockholms stadsvapen eller dess kommunvapen innehåller Sveriges skyddshelgon kung Erik den heliges huvud med kunglig krona av medeltida, öppen modell. Vapnet standardiserades och fastställdes formellt först på 1900-talet, men vapnet har en längre historia och dess motiv har använts i sigill för staden sedan 1300-talet.

## Blasonering

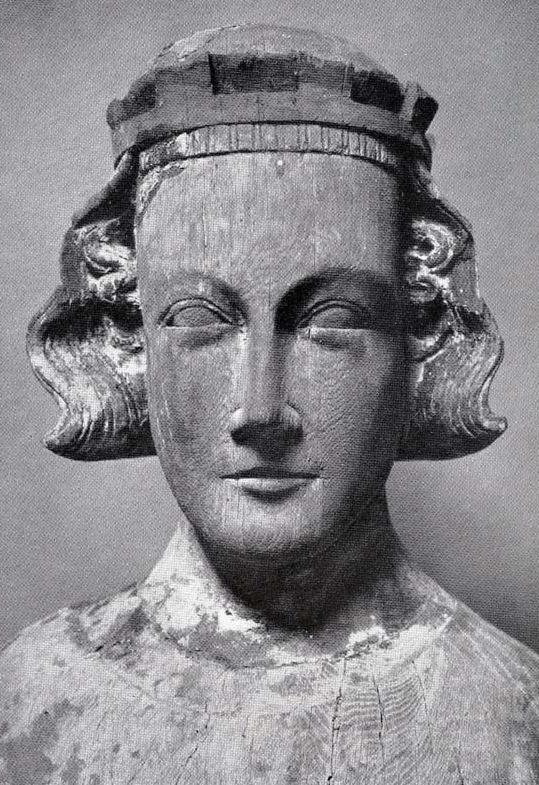
Skulpturen i Roslagsbro kyrka

Nuvarande blasonering av vapnet lyder: I blått fält ett krönt S:t Erikshuvud av guld.

## Historik

### Medeltida sigill
Stockholms stads vapen har sitt ursprung i stadens medeltida sigill.
Stockholms äldsta sigill är känt genom ett dokument från 1296; det framställde bilden av två torn och vatten, en bild som liknar många andra medeltida städers. Inte långt därefter skaffade sig staden en mer utarbetad sigillbild, men fortfarande på samma tema, framställande tre torn, porttorn och mur, vilket är känt först från 1326.
Sigillbilden med tornen utträngdes av ett annat (äldsta kända avtrycket från 1376) med Erik den heliges huvud, och denna senare bild återfinns i sina huvuddrag i det nuvarande kommunvapnet, men borgmotivet användes länge parallellt, med sin sista kända förekomst 1607.
Historiska sigill

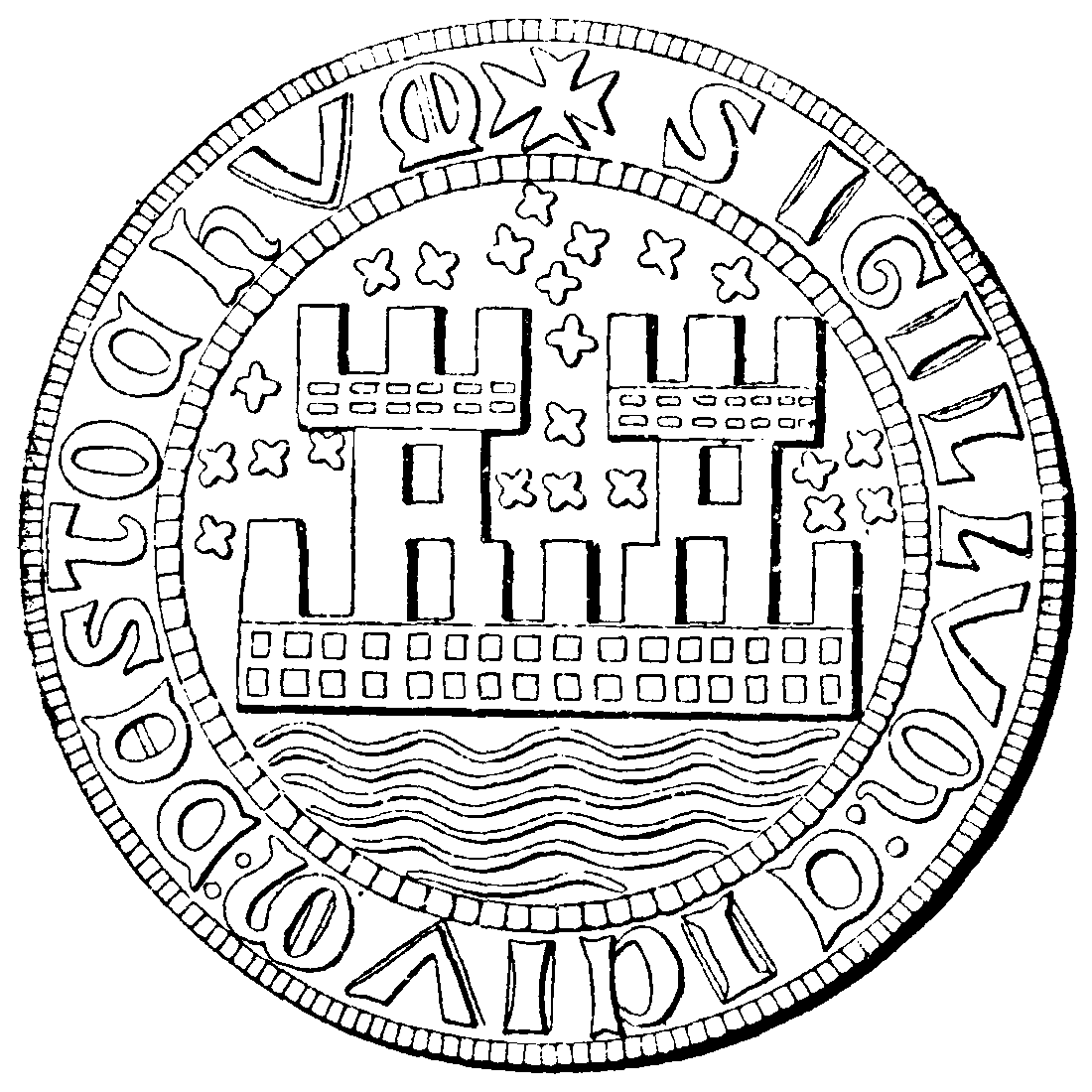
Sigill känt från 1296
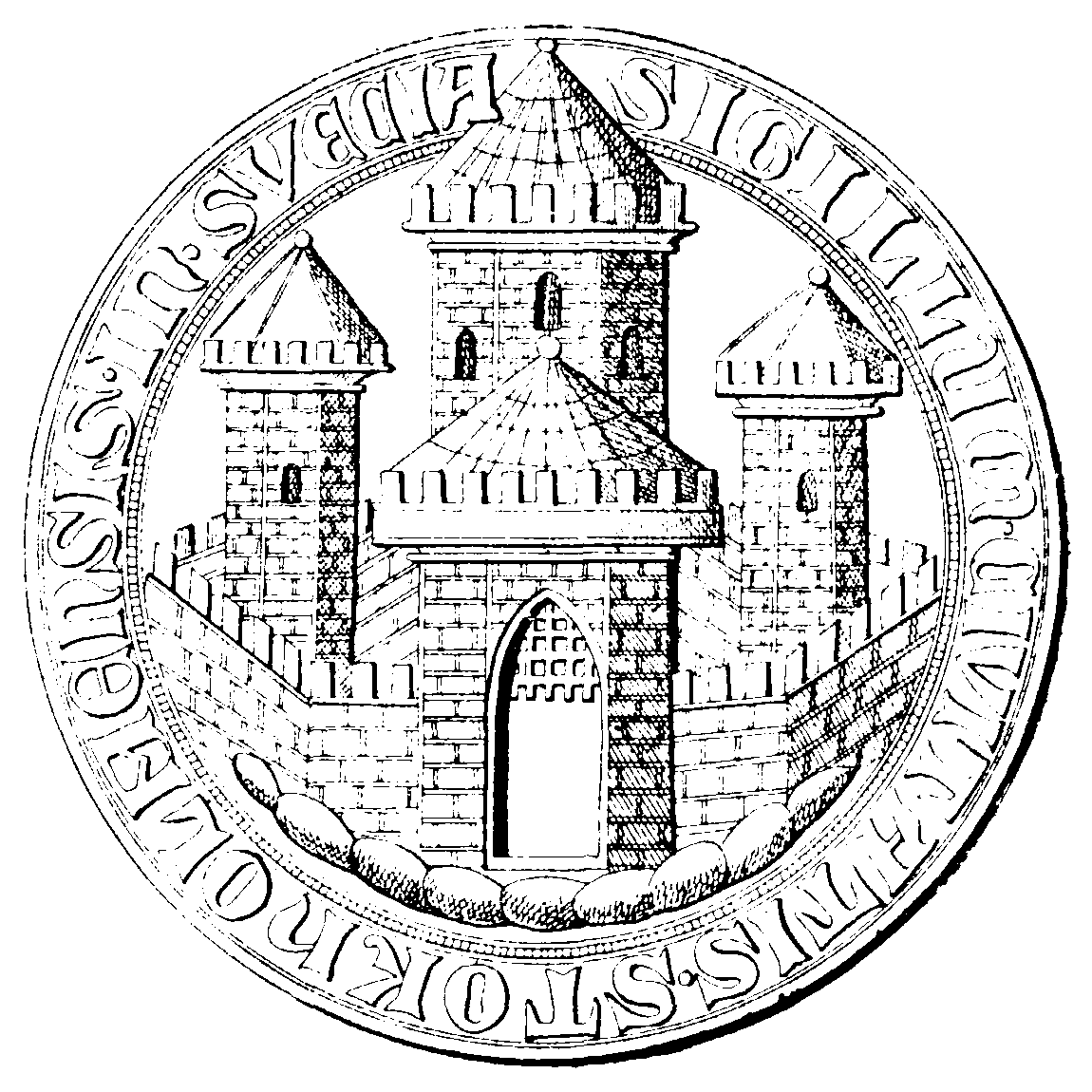
Sigill känt från 1326
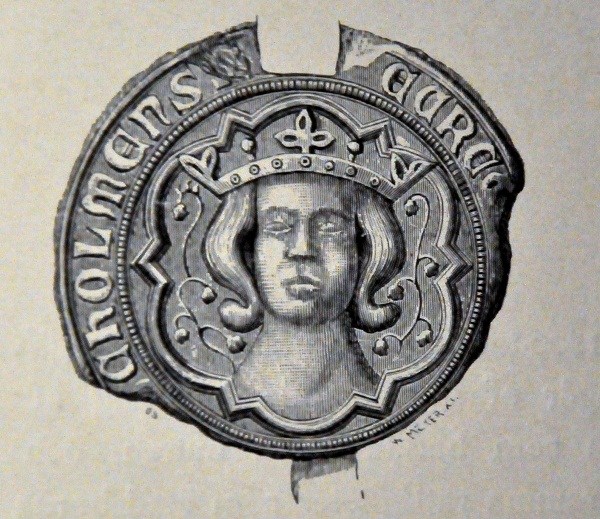
Sigill känt från 1376
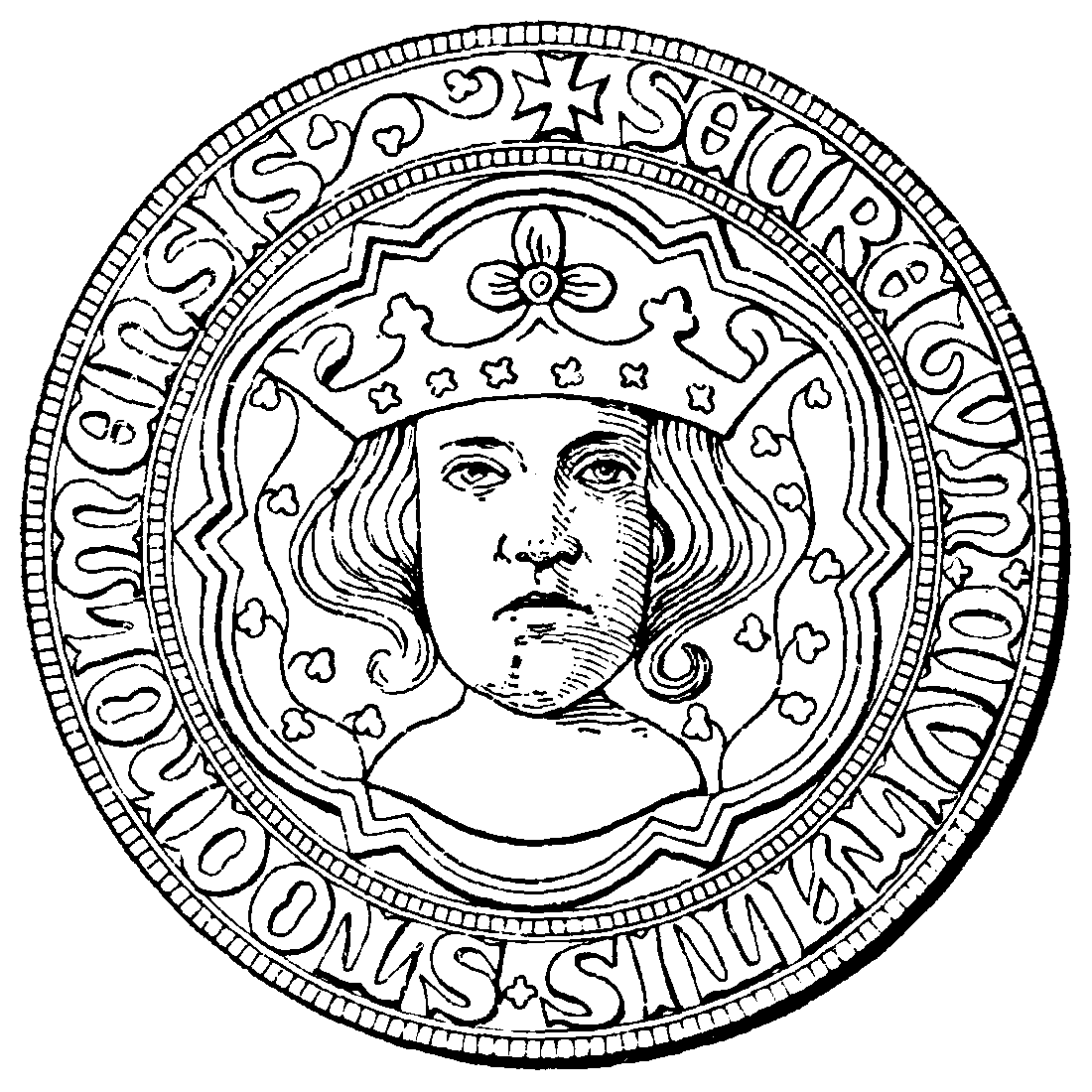
Sigill från 1426
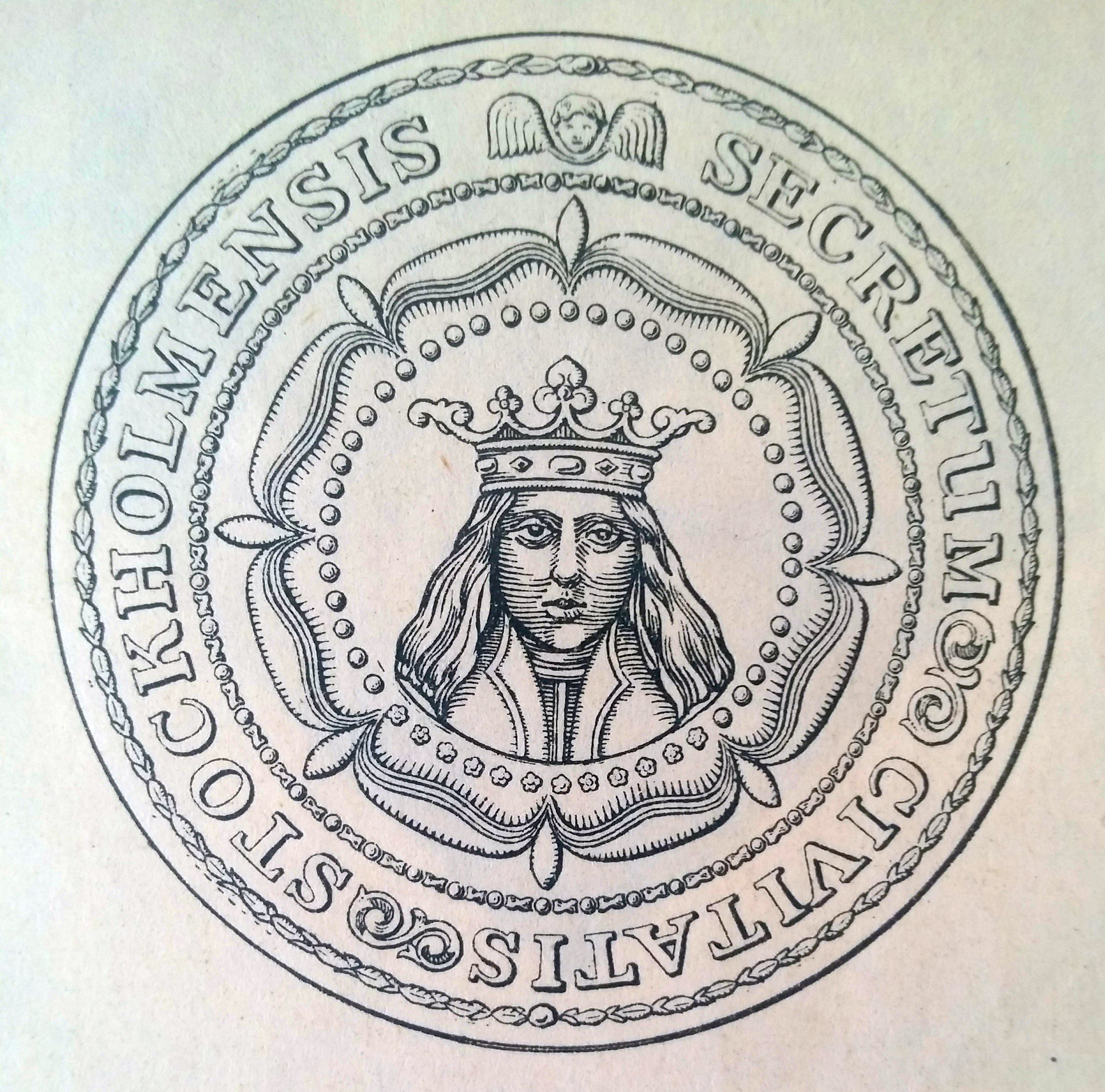
Sigill från 1680

### S:t Eriksbilden

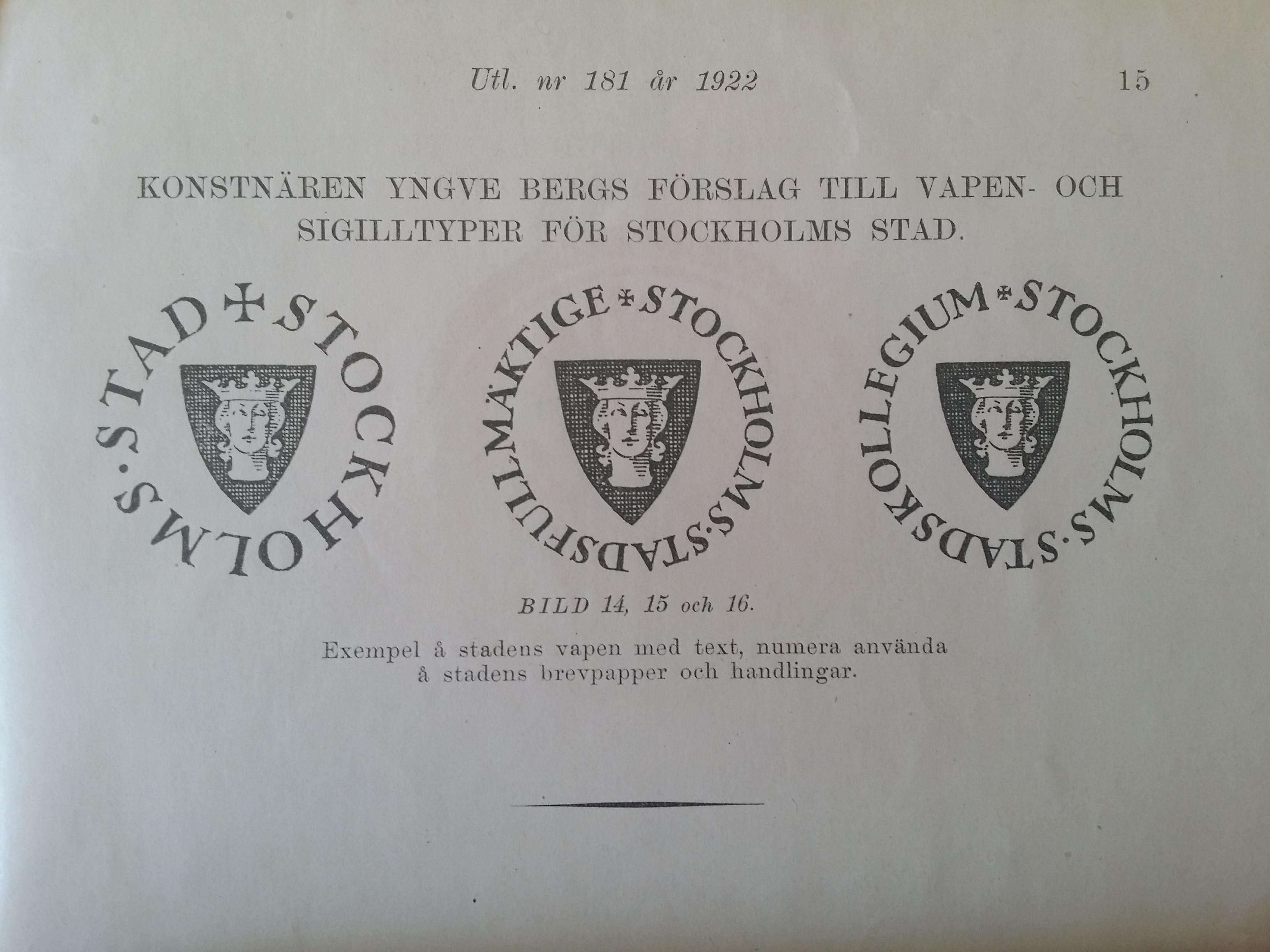
Bergs förslag, 1922

Tidigare framställdes vapnet olika i olika delar av stadens administration, så att S:t Erik i vissa fall kunde framstå som en uppkommande bröstbild. För att få en enlighetlig profil anlitades Yngve Berg 1923 att framställa en bild som skulle gälla för staden. Berg baserade utformningen på en helgonbild i Roslags-Bro kyrka, på förslag från en utredning av andre riksarkivarien Ivar Simonsson. En artikel i Sveriges Hembygdsförbunds tidskrift ifrågasatte dock 1996 om helgonbilden faktiskt föreställer S:t Erik eller möjligen S:t Olof.
Yngve Bergs bild låg till grund för den exempelbild som åtföljde den fastställelse av vapnet som gjordes av Kungl. Maj:t (regeringen) den 19 januari 1934.[källa behövs] Vapnet registrerades hos Patent- och registreringsverket 1974 i enlighet med den nya lagstiftning som då hade trätt i kraft avseende juridiskt skydd för svenska kommunvapen. Den bild av vapnet som staden numera använder togs fram på stadens uppdrag av konstnären Karl-Erik Forsberg 1961. Detta vapen ingår i stadens logotyp.
Historiska varianter av Stockholms vapen (urval)

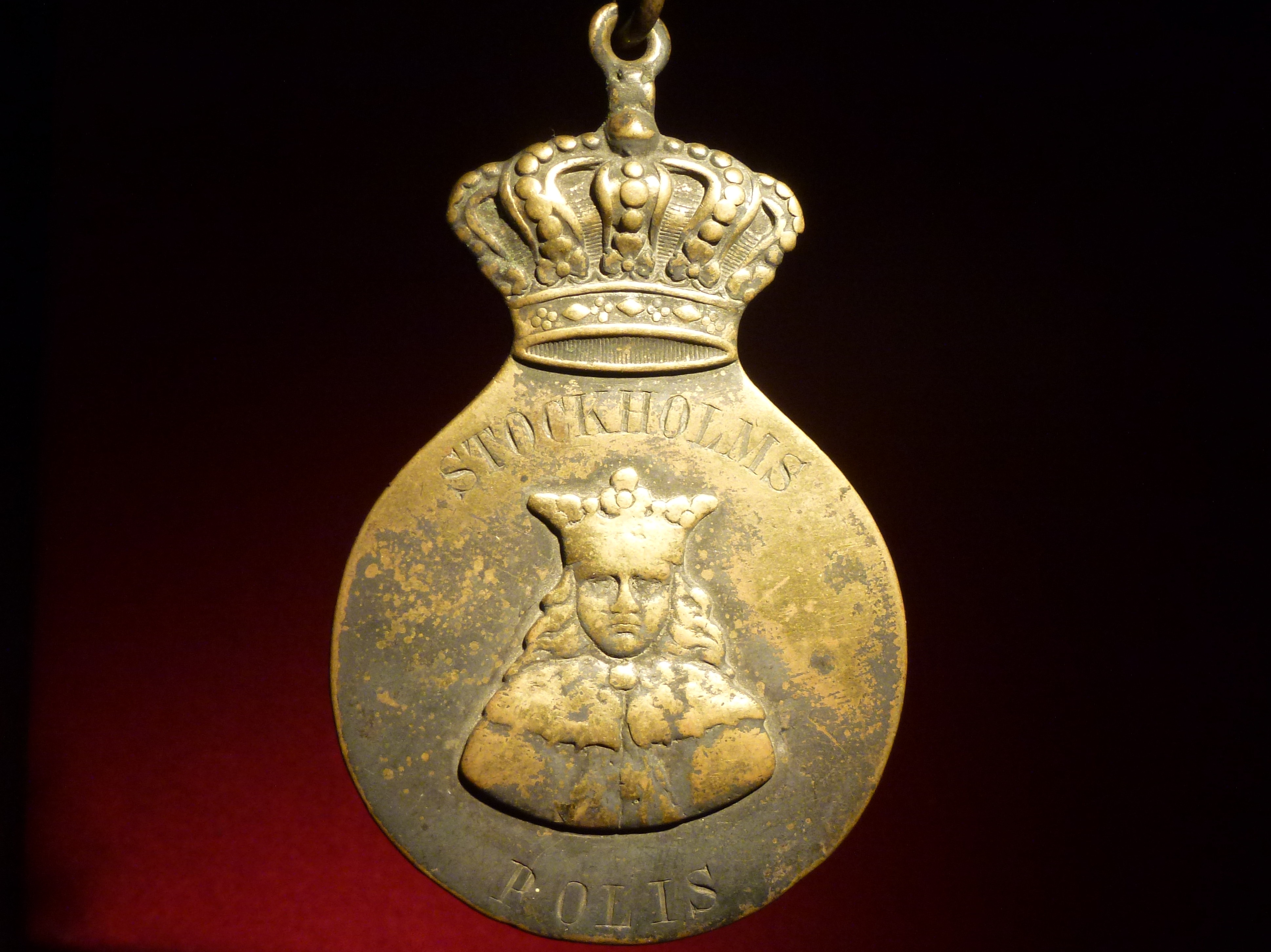
Polisbricka för Stockholmspolisen, 1800-tal
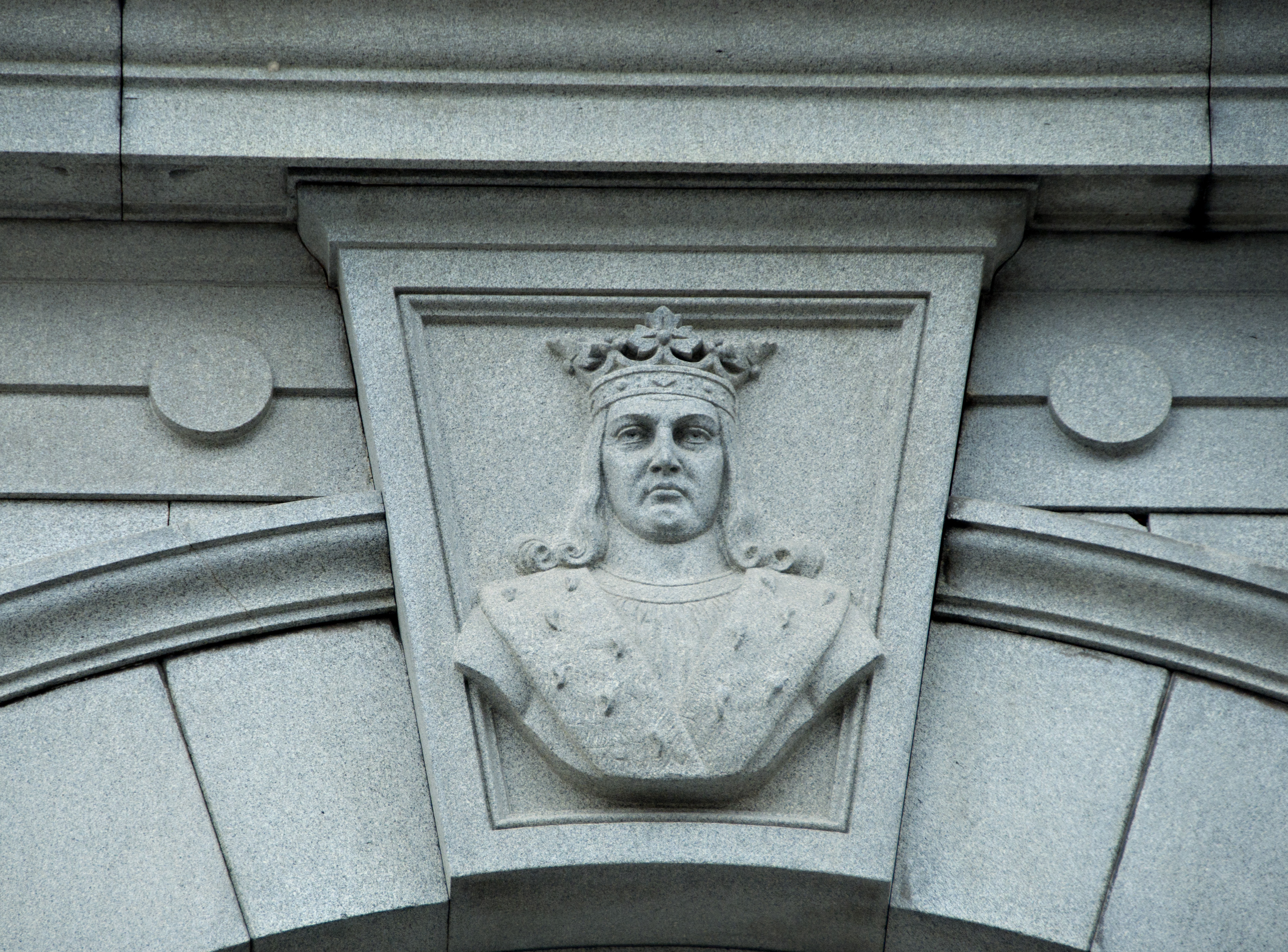
På Norra Real, 1888-91
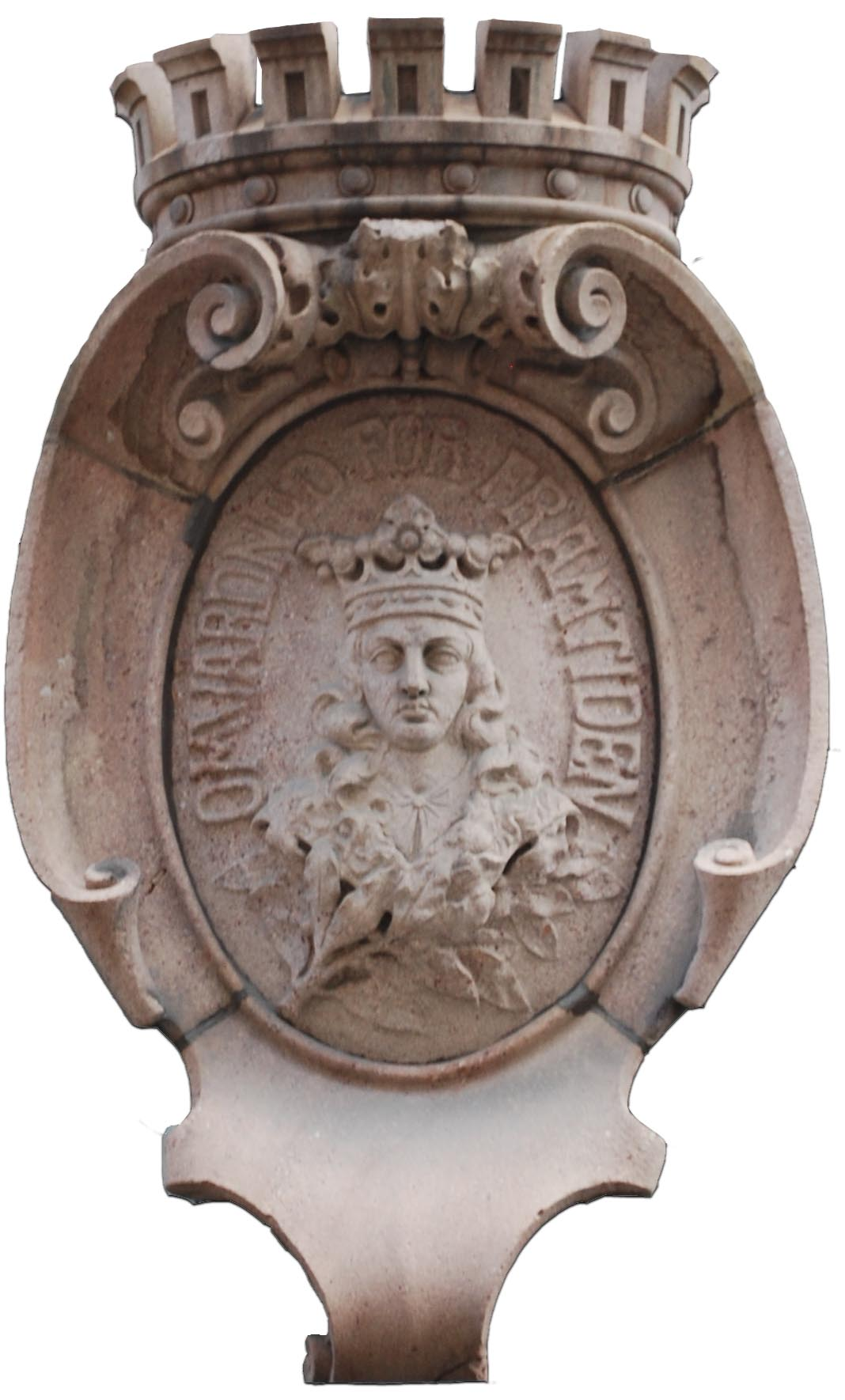
Stockholms stads sparbank, 1894-97
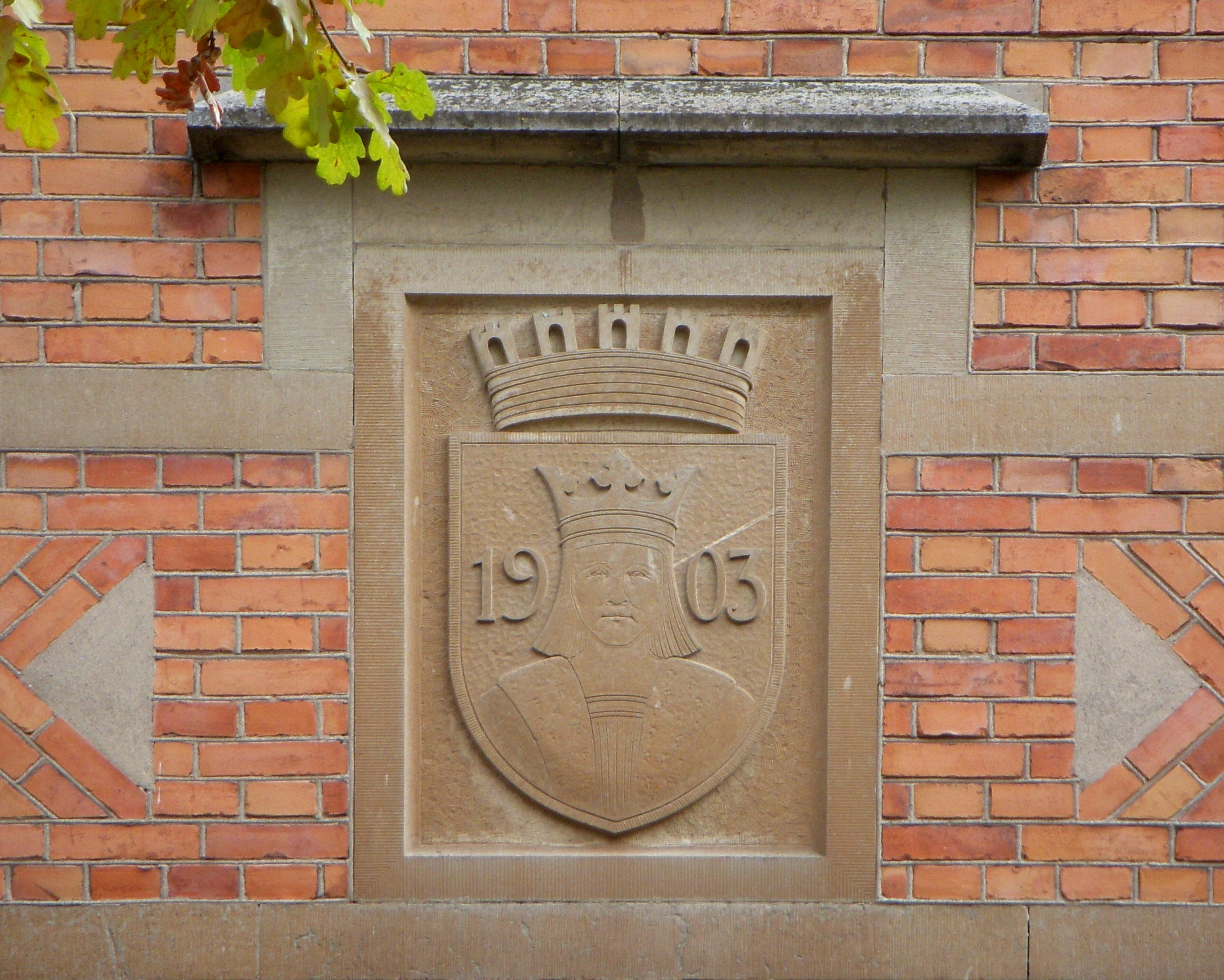
Som relief på fasaden Norsborgs vattenverk, 1903
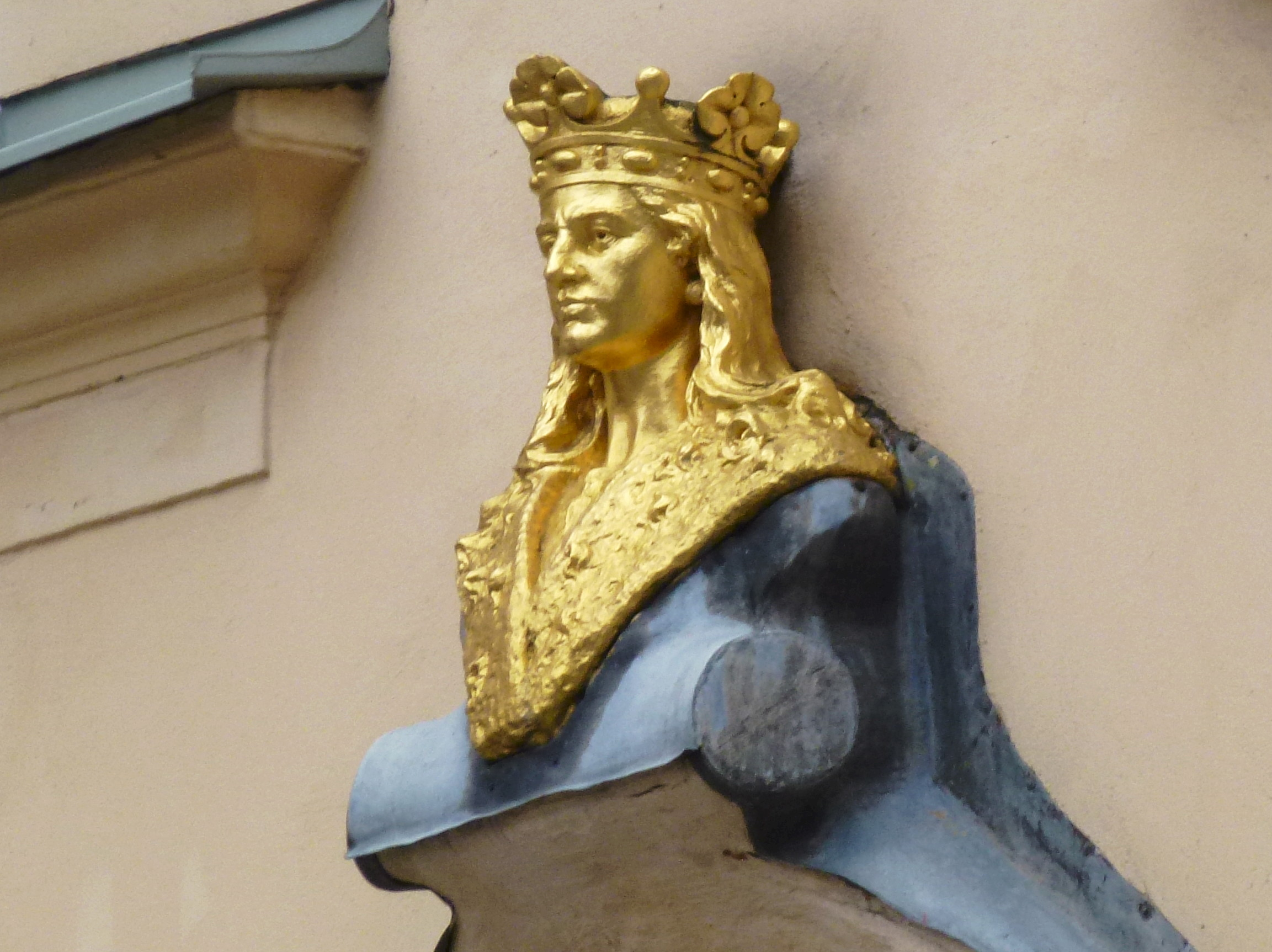
Apoteket Sankt Erik, Fleminggatan 75, 1899
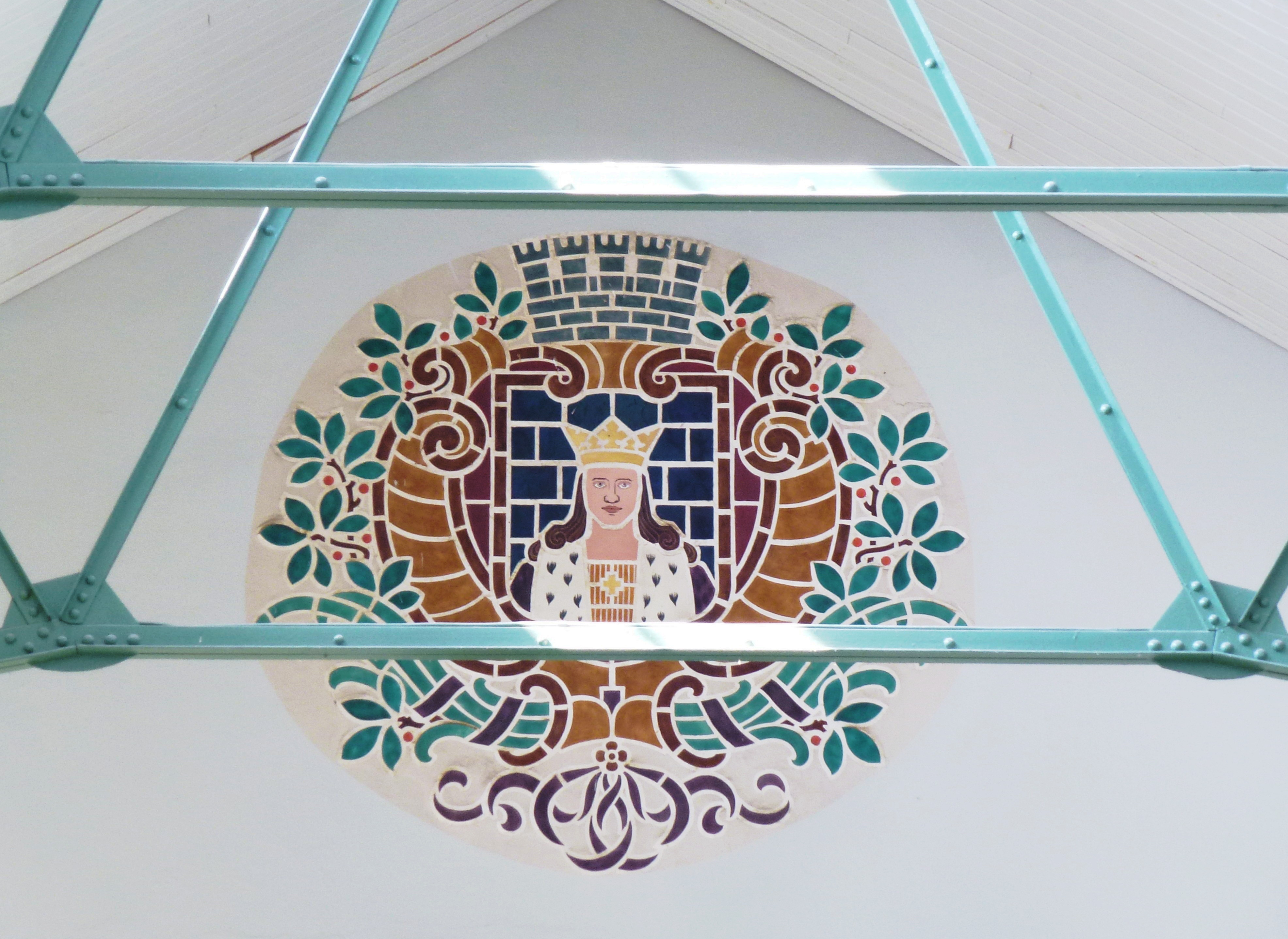
Som väggmålning i Norsborgs vattenverk, 1906
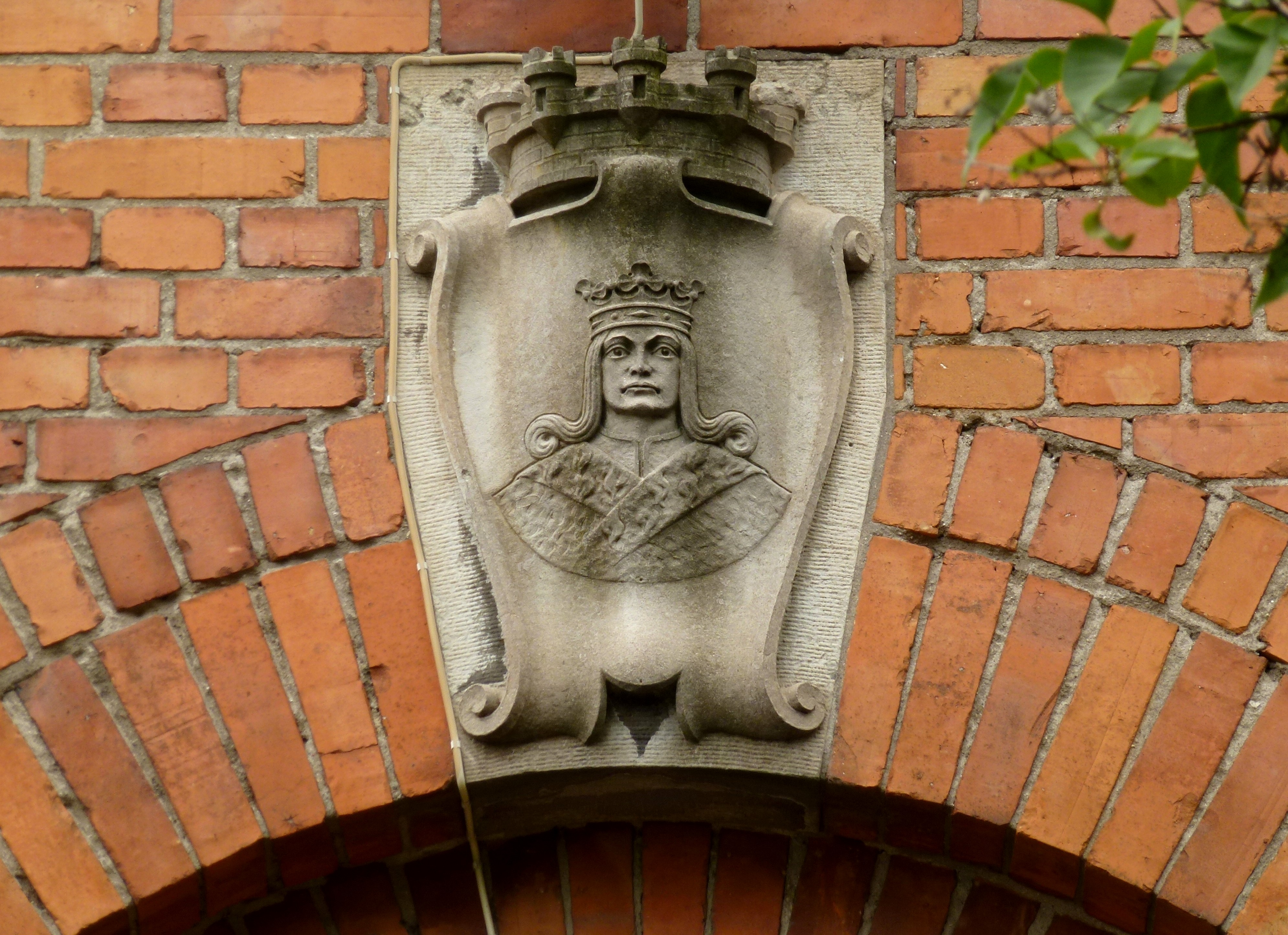
På Nybohovsstationen, 1914
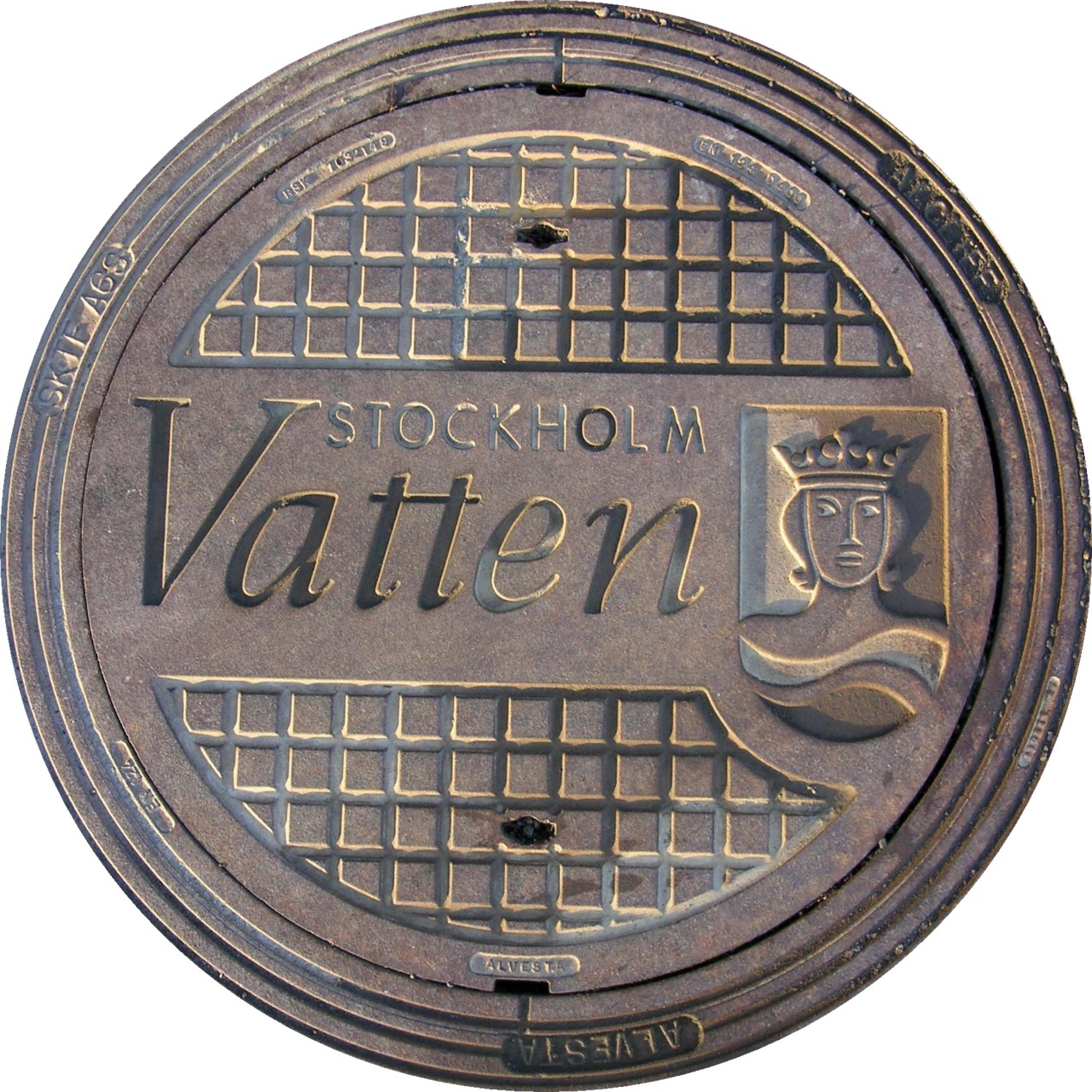
På gjutjärnslock för Stockholm Vatten
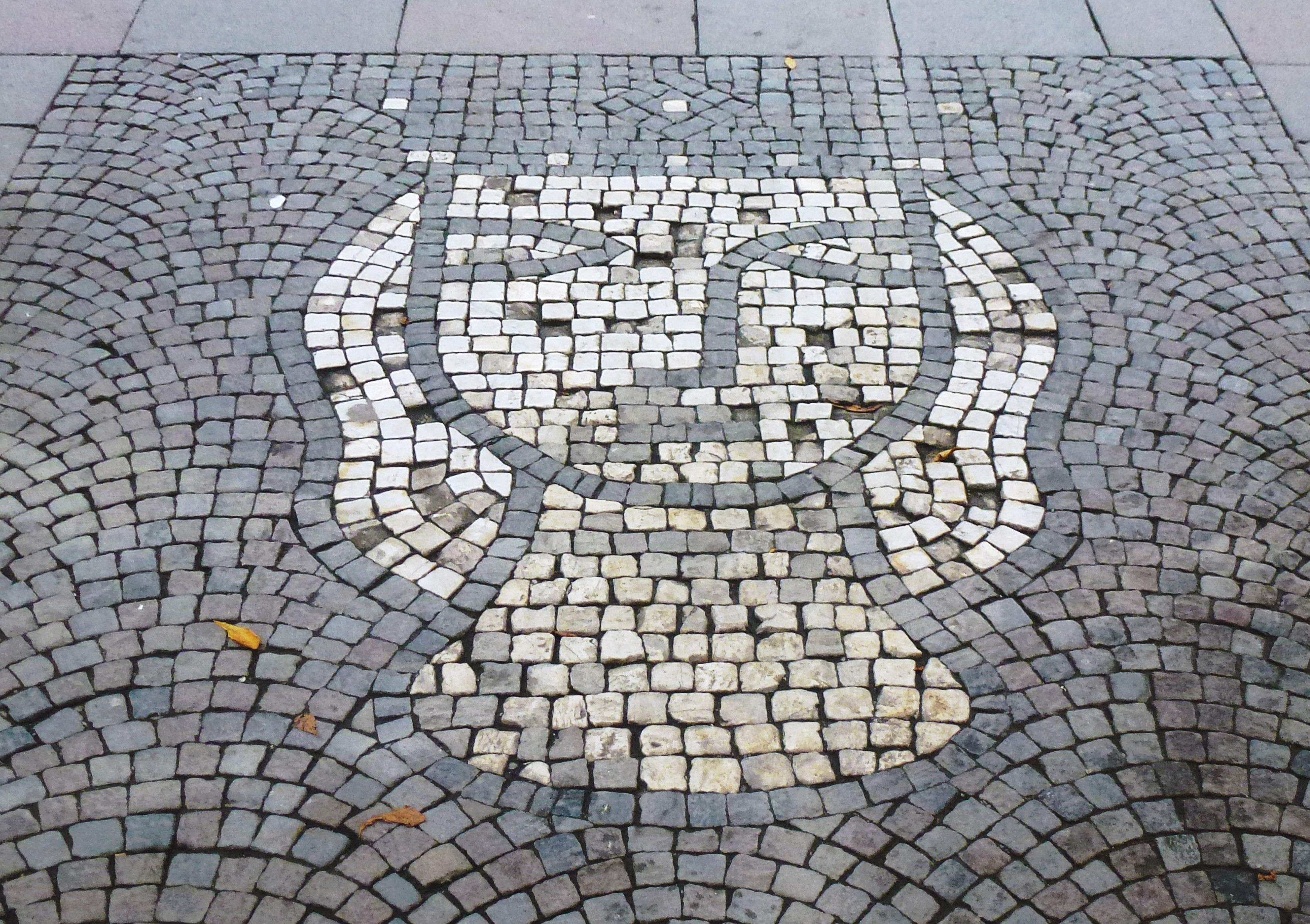
Som stenläggning på Medborgarplatsen
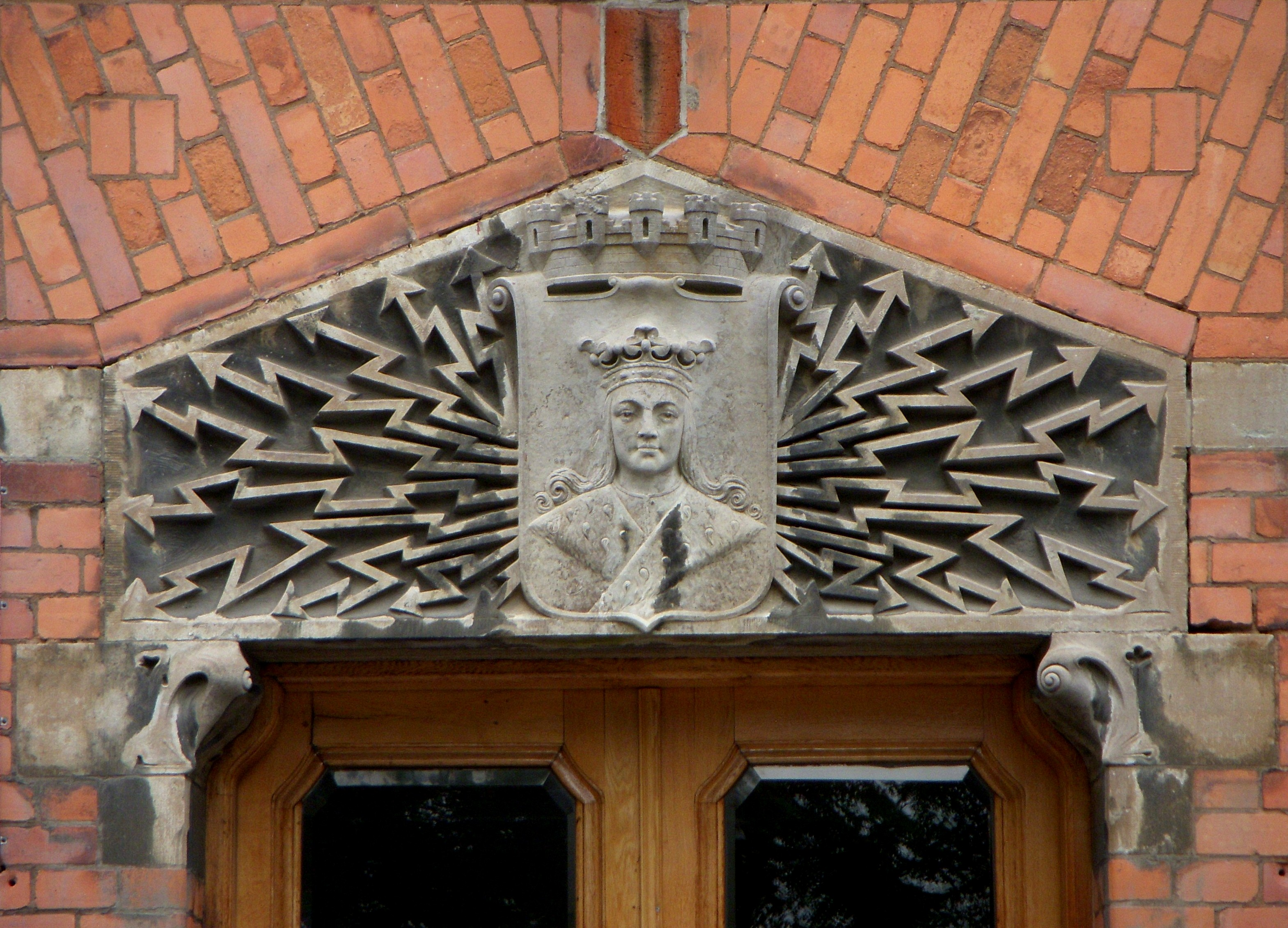
Över huvudentrén till Värtaverket, 1903

Stockholms vapen i logotyp med text
- Bergs förslag, 1922[9]

### Inkorporerade stadsdelar
Norrmalm var en egen stad 1602-1635, med egen magistrat och borgmästare. Denna stad använde ett sigill med en sköld omskriven av texten "STOCHOL NORRA FÖRSTADS SECRETE". I skölden syns en vase uppskjutande ur en öppen krona, allt svävande ovanför vad som liknar ett brinnande bål. I själva verket är det Norrmalm som avbildats sett från söder. Det som ser ut som eldslågor är Brunkeberg, och under berget syns Norrström och Norrbro som utgjorde gränsen mellan de båda städerna. Kronan och vasen syftar sannolikt på Norrmalms nära kopplingar till slottet och kungamakten, samt på hertig Karl som gjort staden självständig.
Ingen av de mindre kommuner som inkorporerades i staden under 1900-talet hade egna vapen, varför det föll sig naturligt att stadens vapen oförändrat registrerades för kommunen enligt de nya reglerna på 1970-talet.

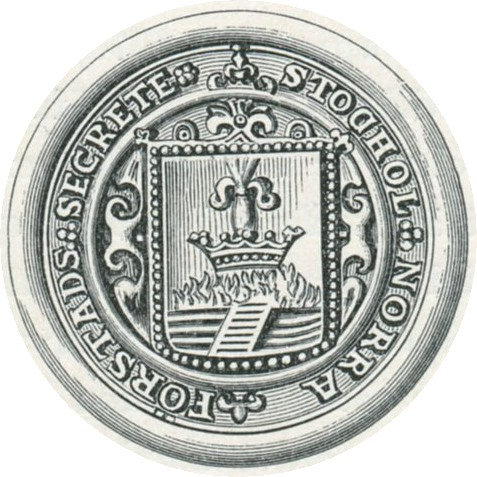
Norrmalms sigill

## Se även

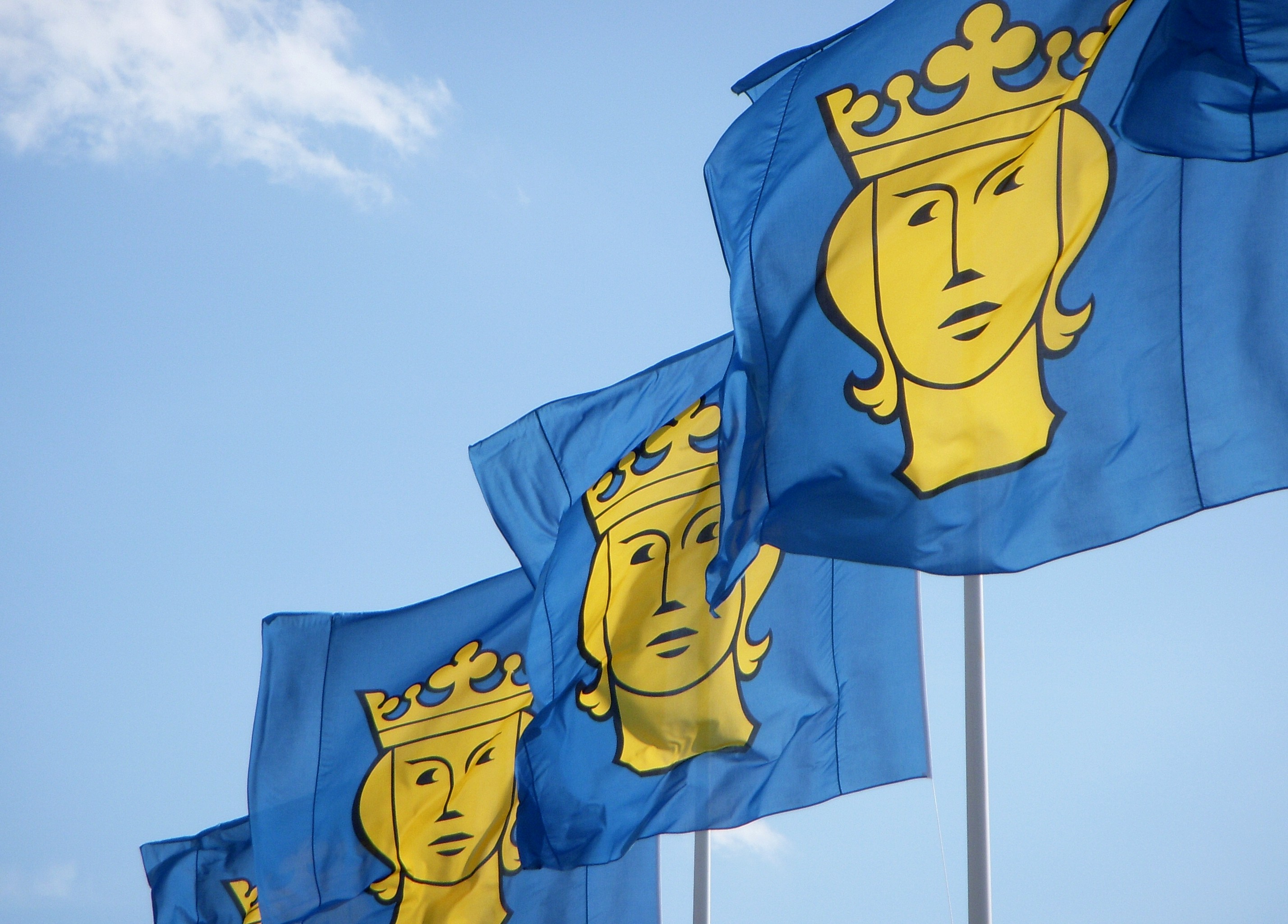
Stockholms vapenflagga 2009